# Национальный музей Белау
Национальный музей Белау (англ. Belau National Museum), ранее Музей Палау  (англ. Palau Museum), — музей в Короре, Палау. Это старейший постоянно действующий музей в Микронезии.

## История
Музей был основан в 1955 году. Это старейший постоянно действующий музей Микронезии; первоначально назывался Музей Палау  (англ. Palau Museum), позже он изменил своё название. Среди первоначальных основателей были палауанцы Индалесио Рудимч, Франсиско Морей, Альфонсо Ойтеронг и антрополог Фрэнсис М. Махони. Первоначально расположенный в бывшем бюро погоды администрации Японии, музей позже был переведён в новое здание, которое финансировалось правительством Китайской Республики. С 1955 года до переезда в 1970 году музеем руководил музейный комитет. В 1970 году музей переехал в двухэтажное здание Ботанического сада Палау.
В 1973 году административная структура музея изменилась на некоммерческую организацию, управляемую попечительским советом.

## Здание
В музее есть два выставочных зала, фотоархив с кондиционером, офисы и магазин. По состоянию на 2006 год на первом этаже выставочного пространства были представлены традиционная культура и искусство Палау, в том числе деньги из бисера (удуд) и церемония покупки дома, известная как очераол.
В более широком музейном комплексе находится библиотека из более чем 5000 книг по истории и культуре Палау. Есть также статуя Харуо Ремелиика, первого президента Палау.

## Коллекции
В музее представлены артефакты из всех аспектов местной жизни жителей Палау, такие как произведения искусства, фотографии, скульптуры и т. д. Однако, по словам Филипа Дарка, из-за отсутствия охраны в музее к 1988 году было украдено несколько важных предметов.
В 1988 году коллекция насчитывала более 1000 предметов, относящихся к исторической, антропологической и биологической истории страны. В фотоколлекции несколько сотен изображений, многие из которых относятся к периодам японской и немецкой колониальной оккупации. Этот архив был важным аспектом исследовательского проекта, предпринятого в середине 2000-х годов для документирования жизни под японским колониальным правлением. В 2003 году медиа-коллекция прошла программу оцифровки, финансируемую Национальным грантом лидерства Института музейного и библиотечного обслуживания США (IMLS).
Музей также принимал активное участие в регистрации нематериального культурного наследия Палау, включая производство таро. В рамках процесса приобретения музеем в коллекцию произведений у создателей берут интервью, и процесс создания записывается.
В 2017 году отдел естественных наук музея провёл исследование жизни птиц на объекте всемирного наследия в южной лагуне Скалистых островов. В том же году музей подписал меморандум о взаимопонимании с Национальным музеем Праги для углубления научных связей между странами.

### Бай
В 1969 году был построен традиционный деревенский молитвенный дом, известный как бай, чтобы продемонстрировать и сохранить традиционные стили и навыки строительства. Однако он сгорел 13 октября 1979 года. В начале 1990-х годов бай был перестроен традиционными методами и теперь является ключевой особенностью музея.

#### Галерея

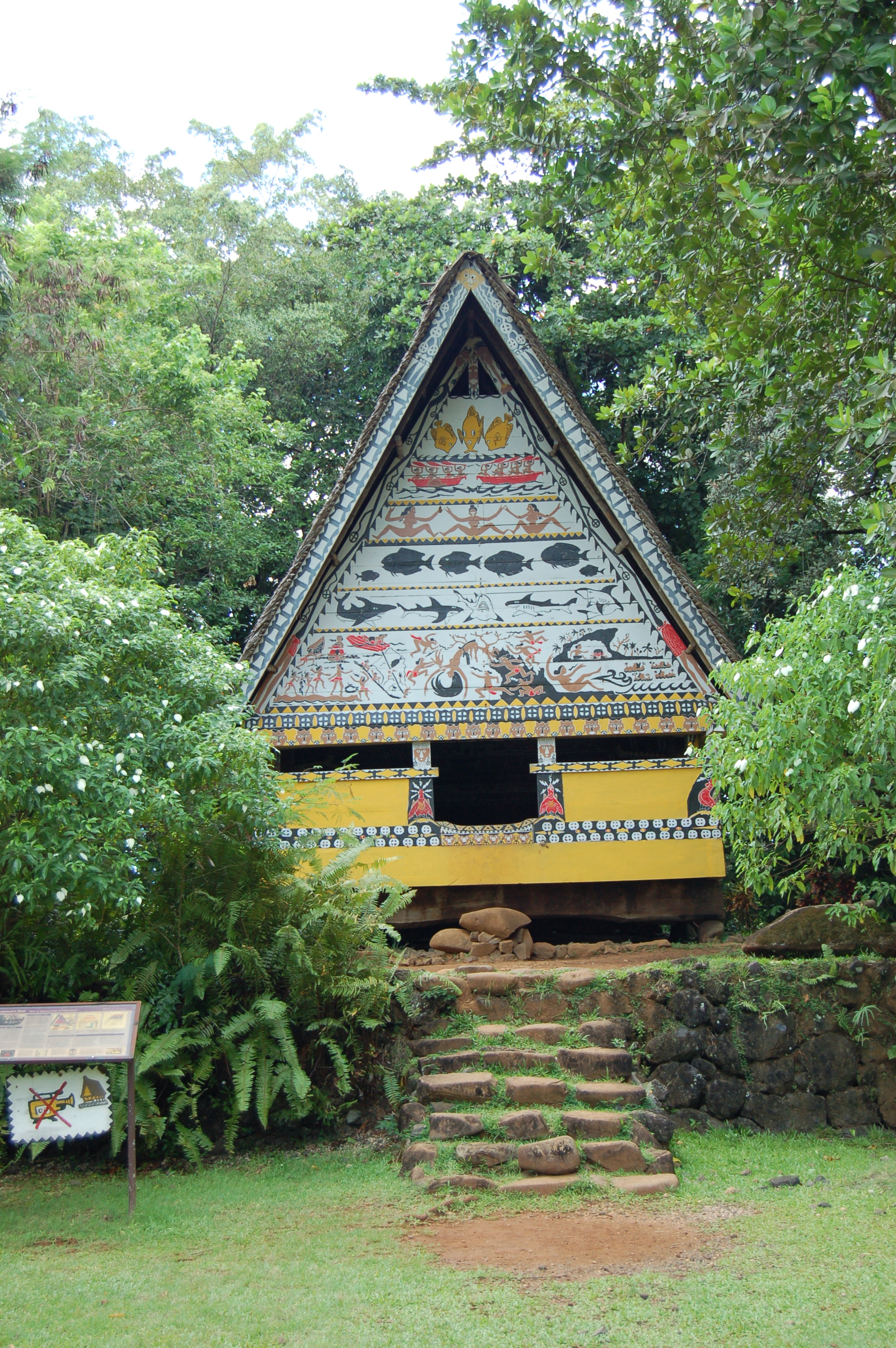
Перестроенный бай (2007)
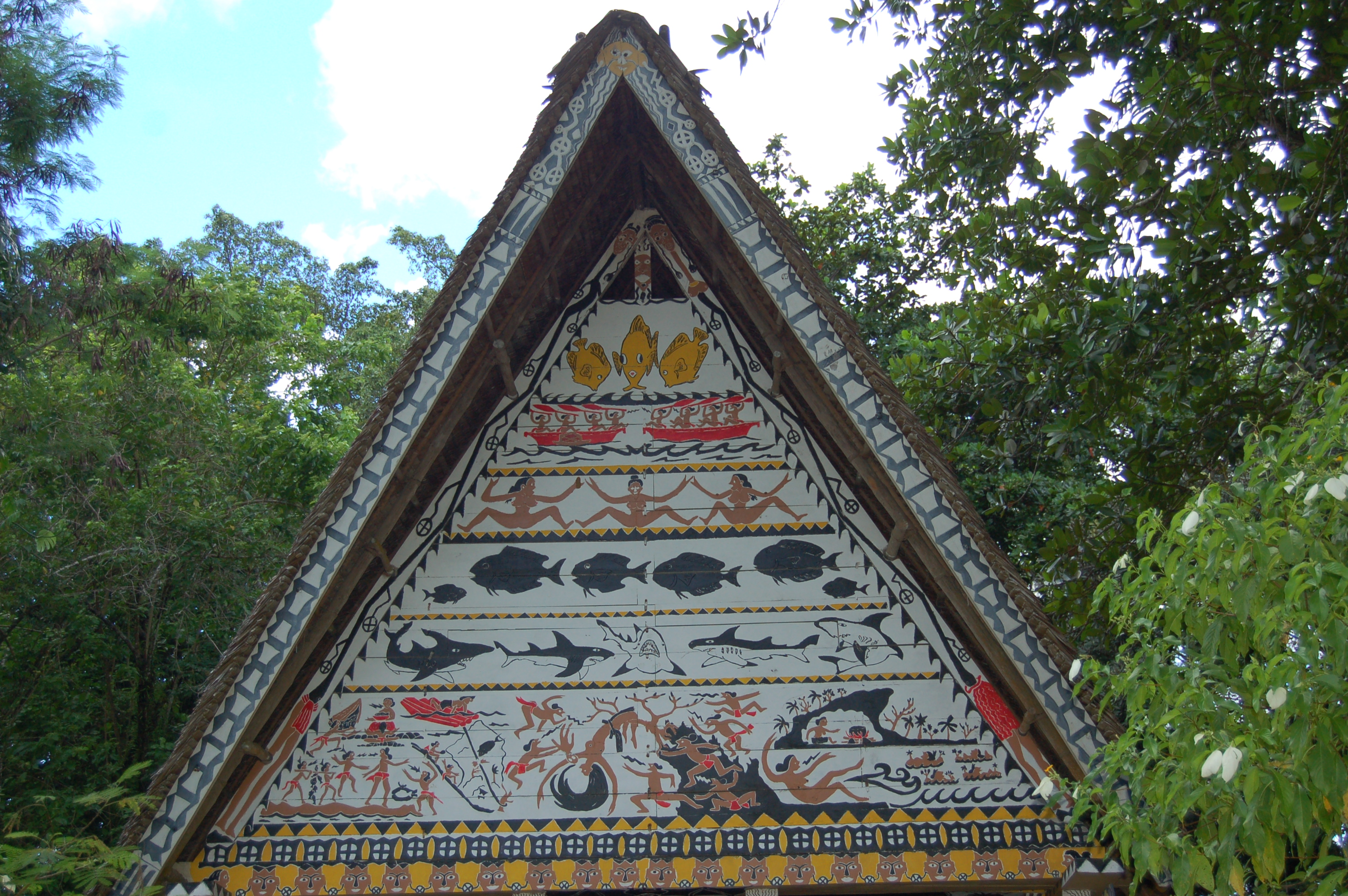
Роспись бая
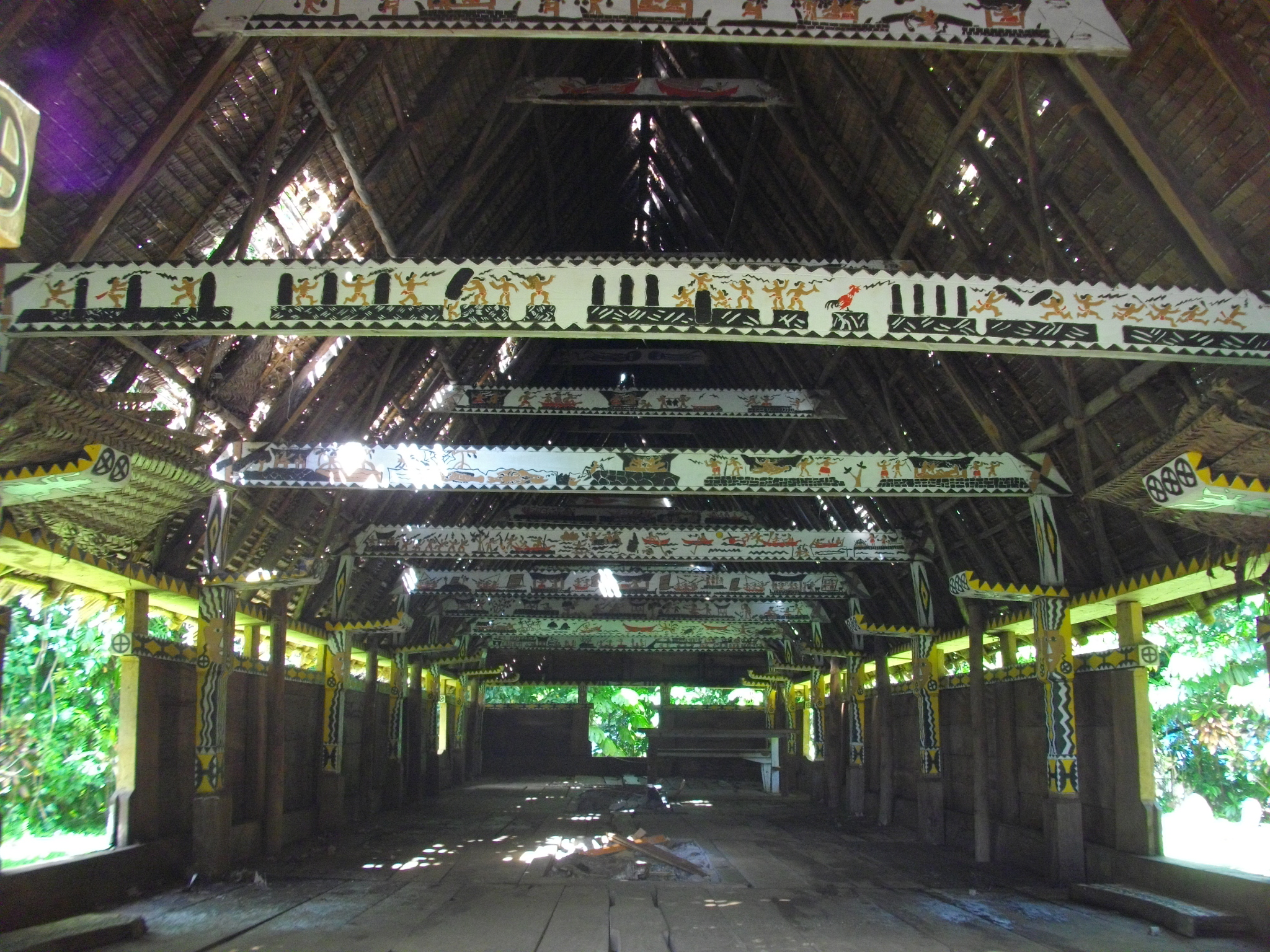
Интерьер бая
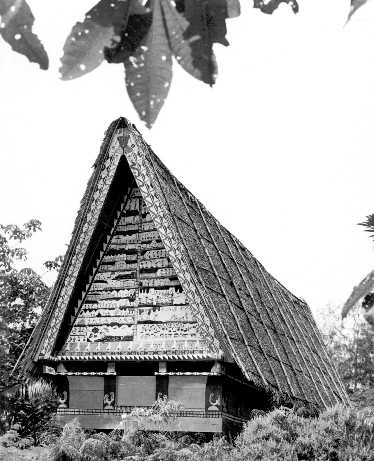
Первый бай, 1970-е годы

### Зарубежные коллекции
Из-за наследия колониализма важные аспекты наследия Палау хранятся в зарубежных коллекциях. К ним относятся записи традиционной музыки, хранящиеся в Берлинском фонограмархиве, в основном костюмы, хранящиеся в музеях Глазго, коврики из волокна пандануса из Сонсорола в Национальных музеях Шотландии. Также сюда относятся материалы Палау XVIII века, хранящиеся в Британском музее: инкрустированная деревянная чаша в форме птицы, картина маслом и инкрустированное каноэ и т. д.
В 2005 году цифровые активы полевых записей, сделанных на Палау в 1960-х годах, были возвращены в музей.

#### Галерея культурного наследия Палау за границей

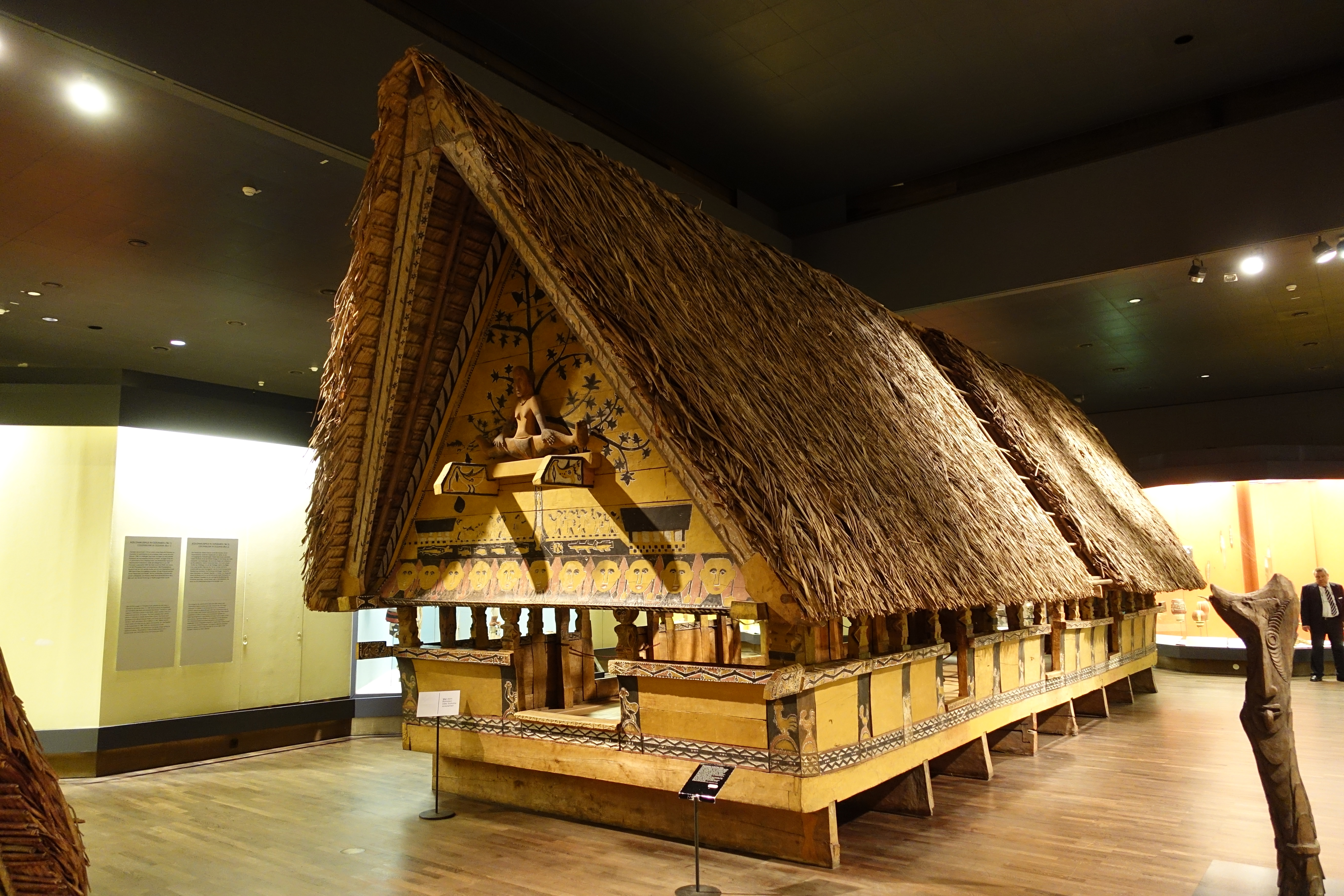
Бай в Этнологическом музее Берлина
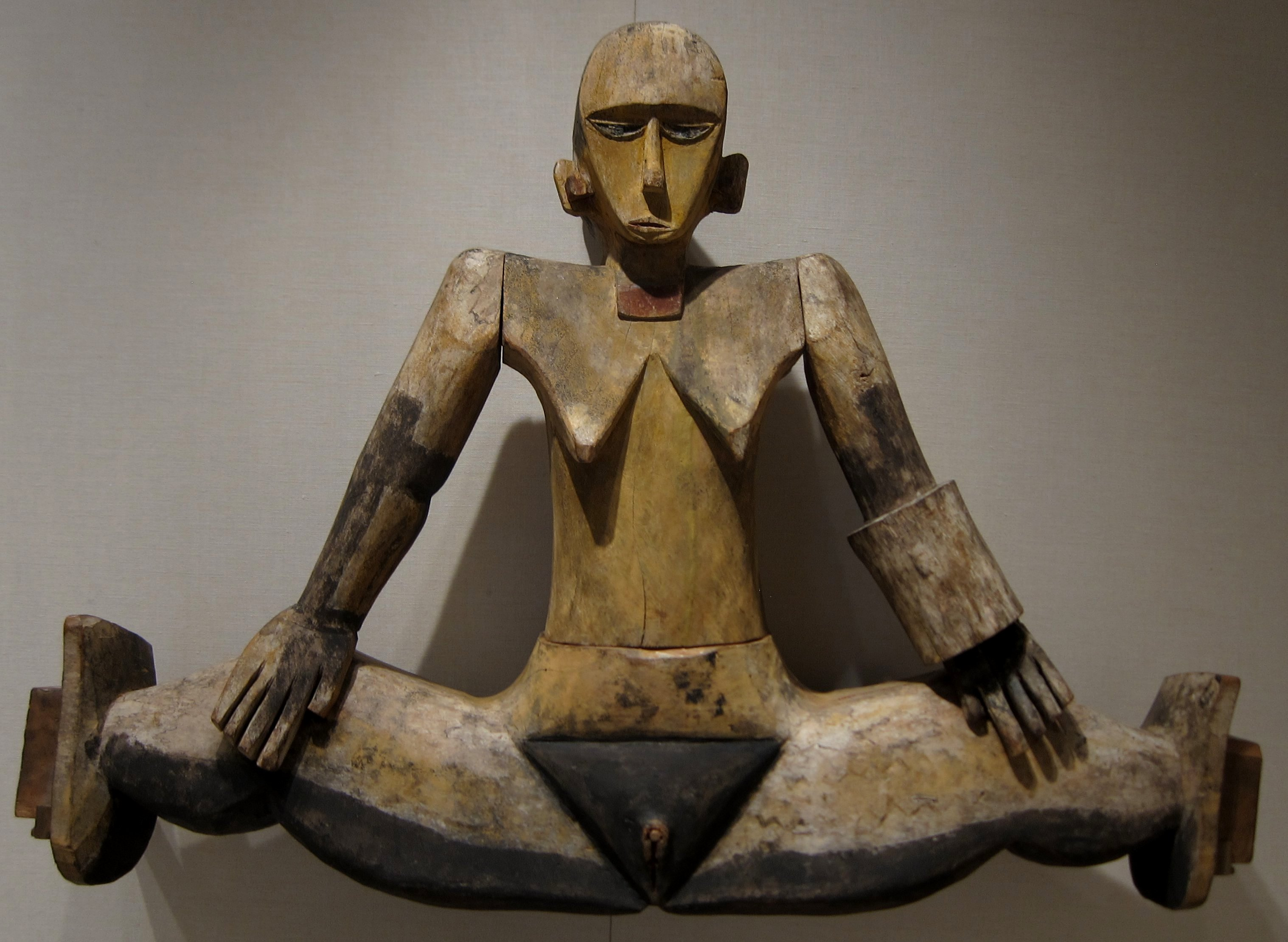
Дилукай с Каролинских островов, Белау (Палау), XIX — начало XX века, Метрополитен-музей
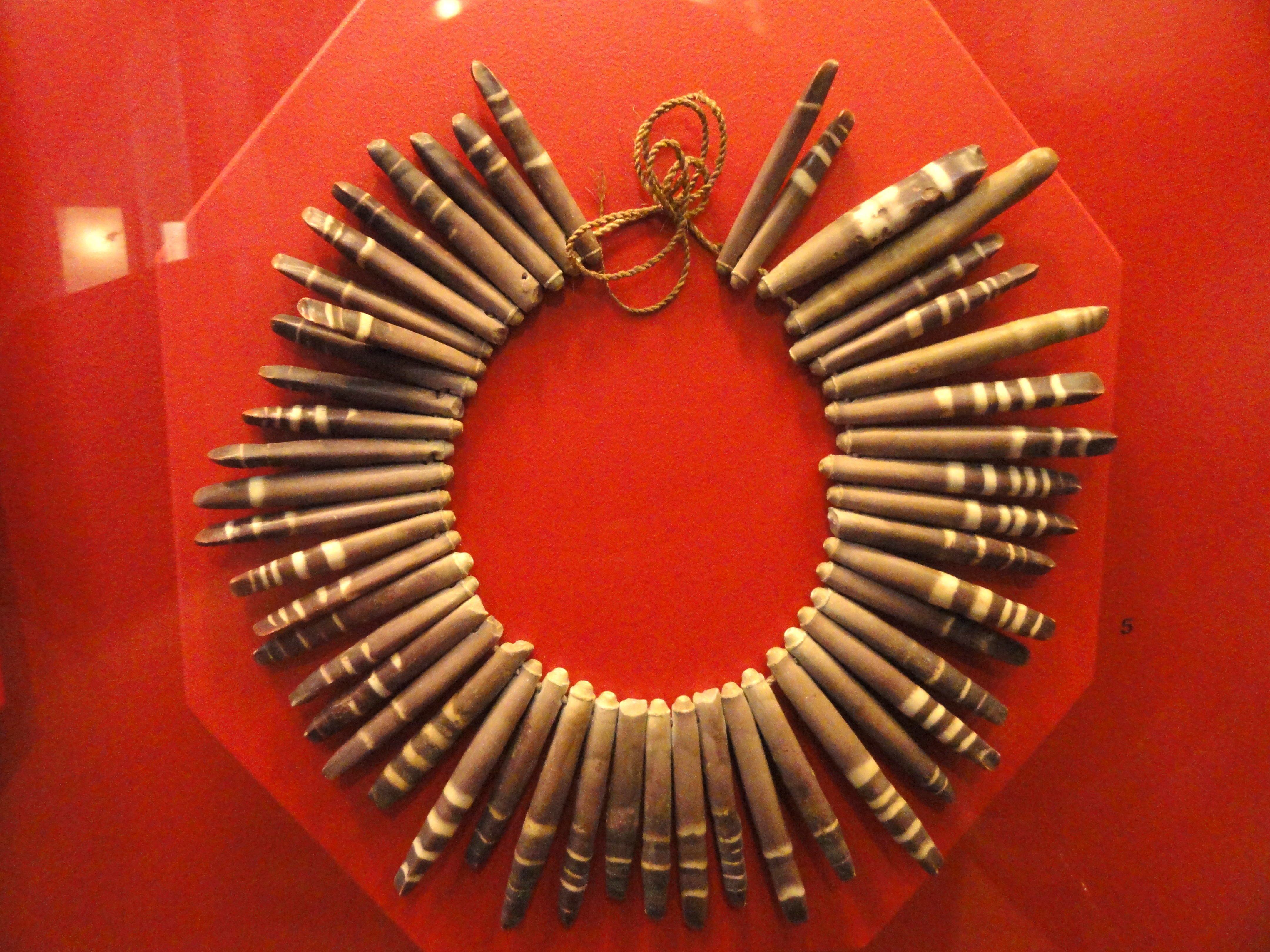
Ожерелье из панциря морского ежа, Государственный музей этнологии в Мюнхене[англ.]
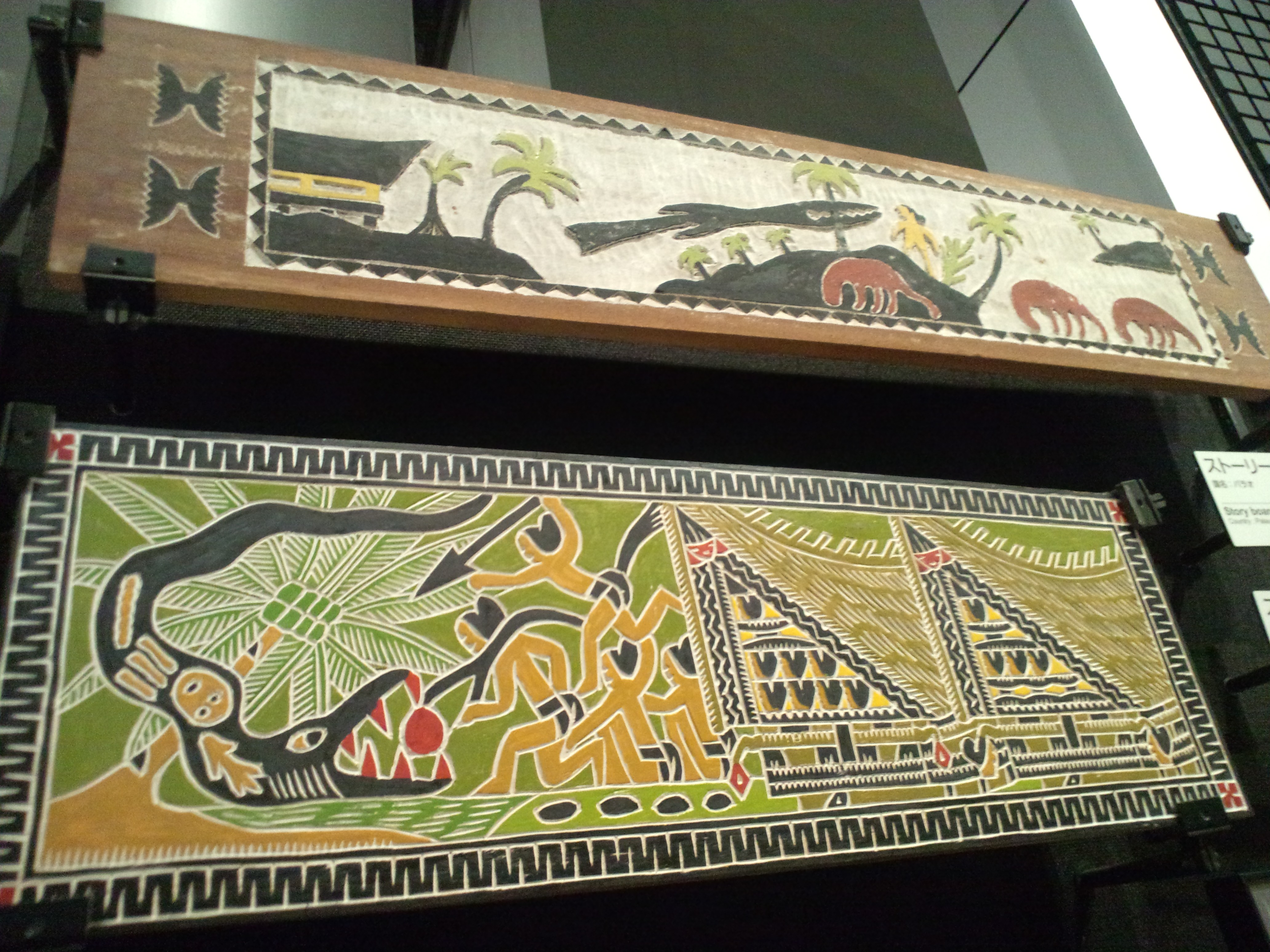
Расписные доски, Национальный музей этнологии в Осаке[англ.]
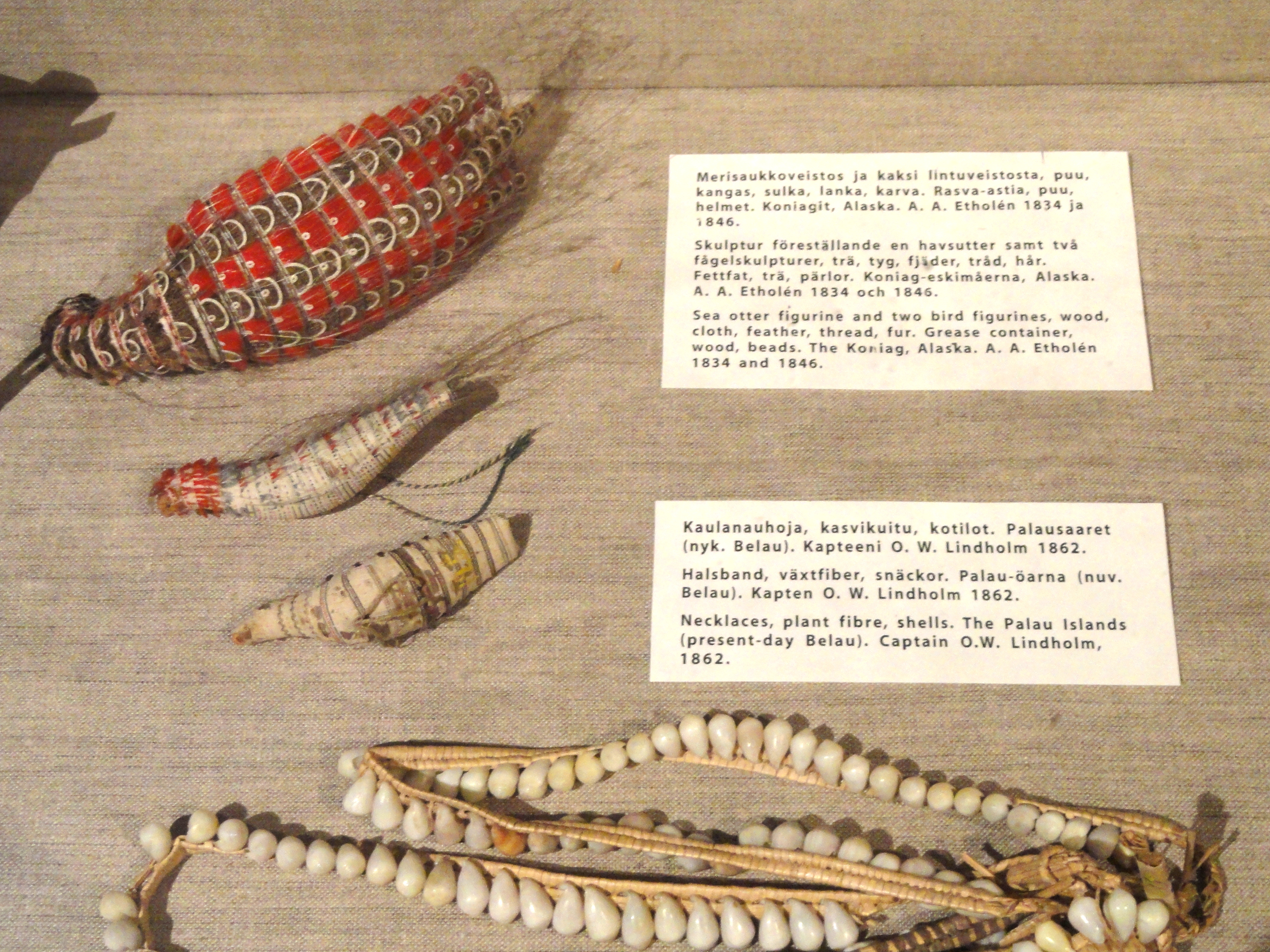
Объекты с Аляски и Палау в Национальном музее Финляндии.